# Нижняя Река (округ Гамбии)
Ни́жняя Река́ (англ. Lower River) — округ в Гамбии. Административный центр — Манса-Конко. Площадь — 1 618 км², население — 75 139 человек (2010 год).

## География
На юго-западе граничит с округом Западный район, на севере с округом Северный Берег по реке Гамбия, на северо-востоке с округом Центральная Река, на юге с Сенегалом.

## Административное деление
Административно округ подразделяется на 6 районов:

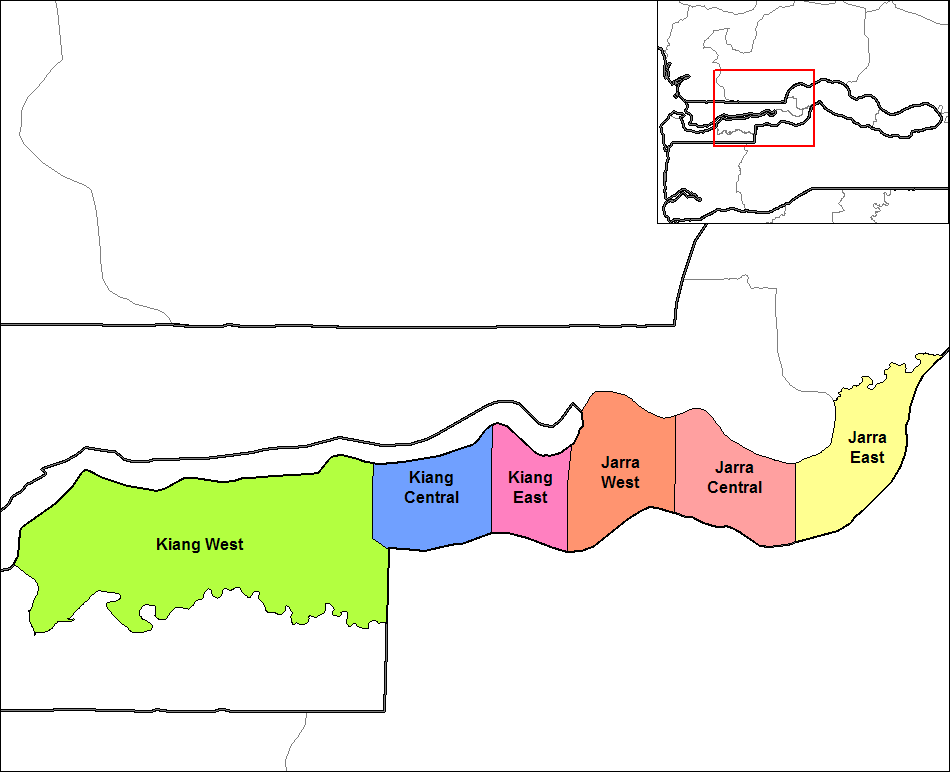
Административное деление округа

- Центральный Ярра
- Восточный Ярра
- Западный Ярра
- Центральный Кьянг
- Восточный Кьянг
- Западный Кьянг